# Belone belone
L'aguglia (Belone belone Linnaeus, 1761) è un pesce osseo di mare appartenente alla famiglia Belonidae.

## Descrizione

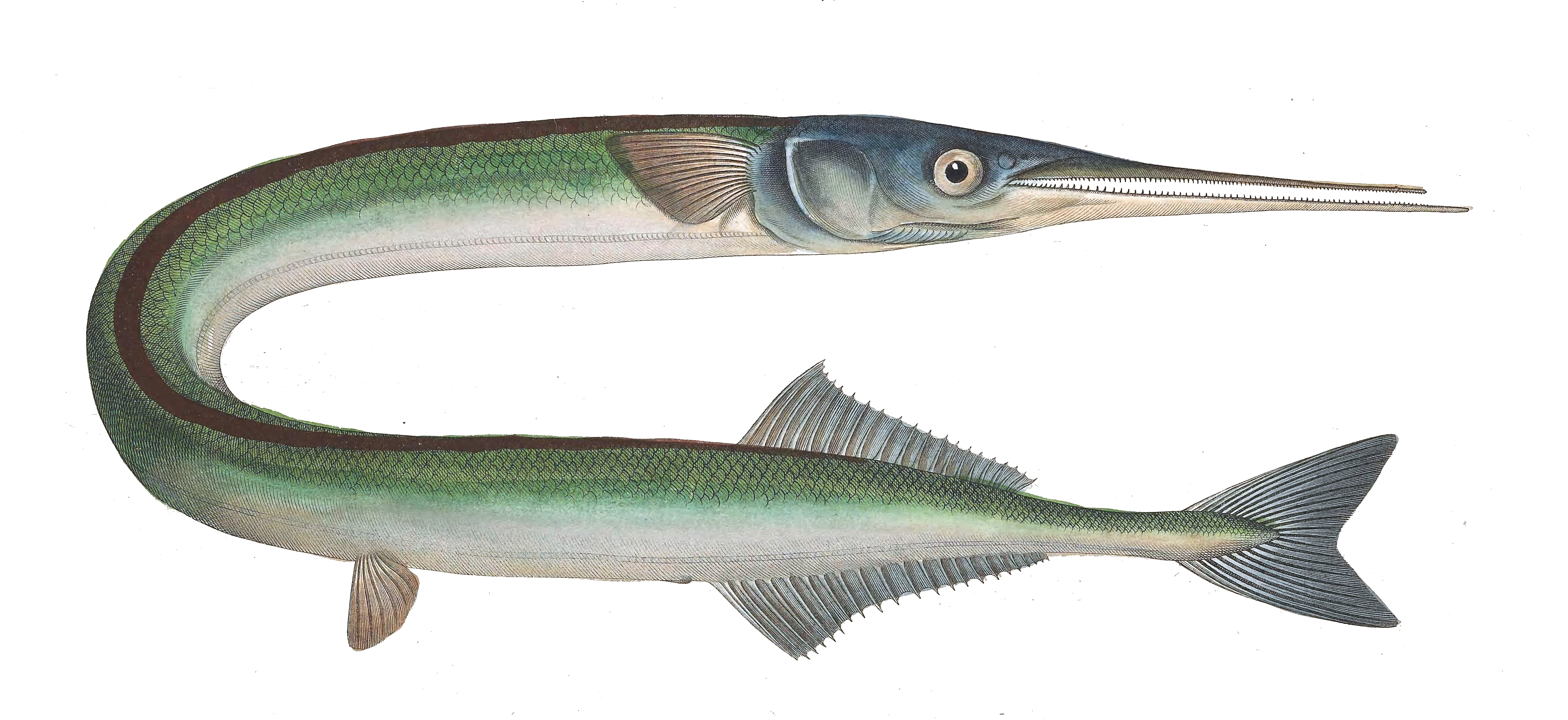
Aguglia

Questi pesci presentano una forma affusolata, quasi anguilliforme, con pinne nella parte posteriore, l'aguglia presenta un becco corneo con mandibola più lunga della mascella, molto flessibile. Lo scheletro è di colore verde-azzurro, la colorazione della lisca è dovuta a depositi di biliverdina, un prodotto della bile. La livrea è di un semplice grigio argenteo, scuro sul dorso e quasi bianco sul ventre. Raggiunge una lunghezza di 90 cm ed il peso massimo di 1,3 kg. Gli occhi sono argentati.
Il nervo olfattivo del Belone belone normalmente non è mielinizzato ed è utilizzato nella ricerca scientifica come modello di nervo non mielinizzato.

## Distribuzione e habitat
Belone belone si trova comunemente nel Mar Mediterraneo e nell'Atlantico orientale, nelle zone costiere intorno alle Isole Canarie, Azzorre, Madera e Capo Verde, nonché nel Mar Nero e nel Mar d'Azov; Belone svetovidovi solamente nell'Atlantico orientale e nel Mediterraneo intorno allo Stretto di Gibilterra.

## Biologia

### Alimentazione
Si ciba di piccoli pesci, prevalentemente di sardine e acciughe.

### Riproduzione
Le femmine depongono numerose uova di 3 mm di diametro ricoperte di filamenti con cui si attaccano fra di loro o sulle pareti delle alghe. Le larve appena schiuse, lunghe 9 mm, non hanno il ancora il caratteristico muso allungato che acquisiranno da adulte.

## Tassonomia

### Sottospecie
Nel corso del XX secolo vari studi hanno dimostrato l'esistenza di alcune sottospecie:
- Belone belone belone Linnaeus, 1761 nell'Oceano Atlantico nordorientale
- Belone belone euxini Günther, 1866 nel Mar Nero e nel Mar d'Azov
- Belone belone acus Risso, 1827 nel Mar Mediterraneo, in parti dell'Oceano Atlantico, Madeira, Isole Canarie, Azzorre e a sud fino a Capo Verde
- Belone belone gracilis Lowe, 1839 dalla Francia alle Isole Canarie compreso il Mediterraneo

B.b. euxini è considerata come specie valida Belone euxini da FishBase mentre altre autorità considerano B.b. acus come la specie Belone acus, che è sinonimo di B.b. gracilis.

### Specie affini

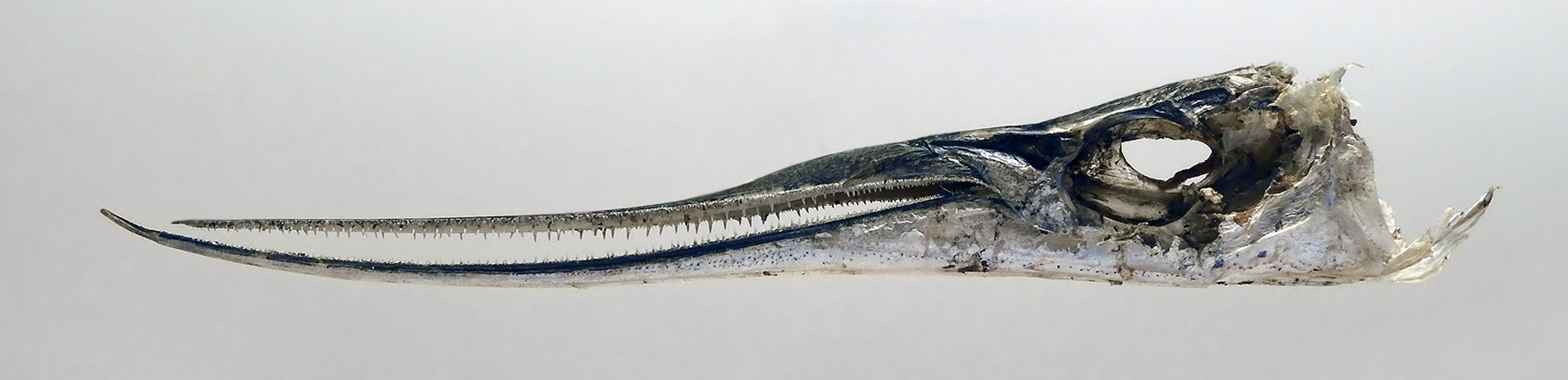
Belone belone

L'unica altra specie del genere Belone presente nel Mediterraneo è l'aguglia di Svetovidov (Belone svetovidovi Collette & Parin, 1970), presente in alcuni settori dell'Oceano Atlantico nordorientale e nel mar Mediterraneo. È estremamente simile a B. belone e si può distinguere solo osservando il numero di denti sulle mascelle. Viene infatti quasi sempre confusa con l'aguglia comune.

## Pesca
L'aguglia è ampiamente pescata sia da pescatori sportivi (soprattutto con la tecnica della traina e dello spinning) che da professionisti con reti da circuizione. Le carni sono buone, soprattutto fritte, anche se il colore verde delle ossa può impressionare qualcuno.

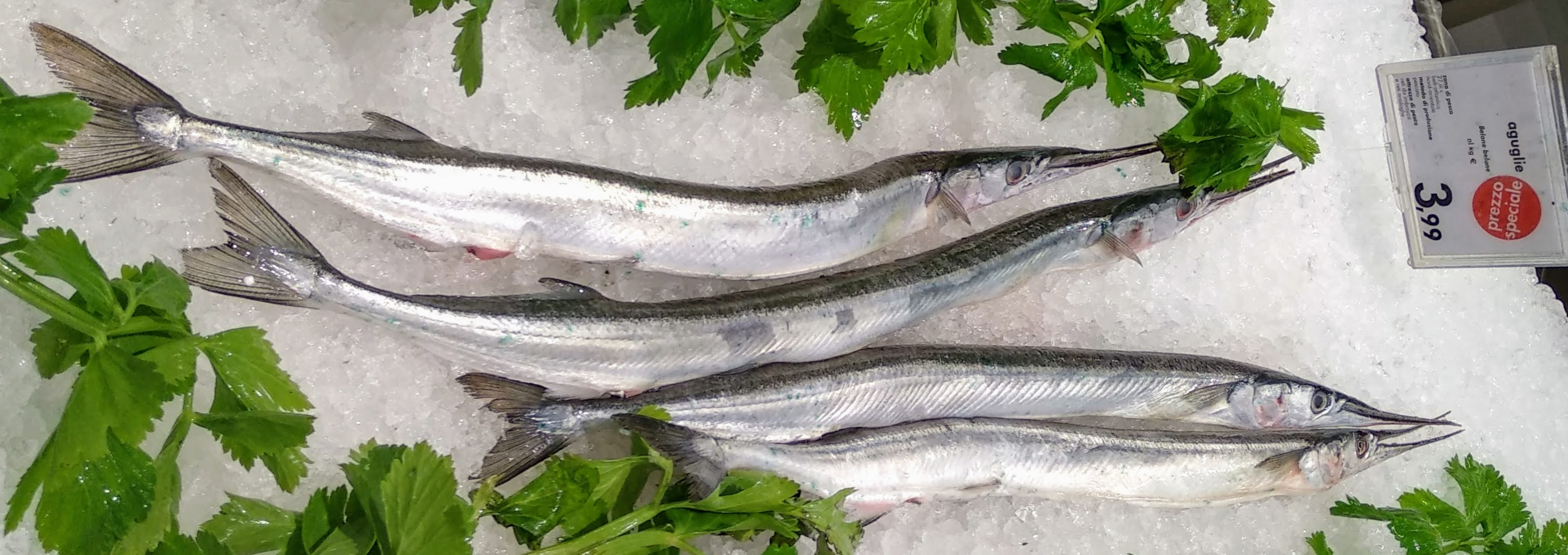
Aguglie sopra un banco di una pescheria

Viene altresì ampiamente utilizzata dai pescatori sportivi come esca viva per la cattura del pesce serra, principalmente nell'area che va dal nord della Toscana fino al sud del Lazio. La forma affusolata, il candore e il pregio delle carni sommate alla rapidità di movimento rende l'aguglia una delle prede preferite del predatore, al pari del muggine. L'aguglia viene pescata vicino a riva con canne da surfcasting o da spinning di ben bassa portata, atte soprattutto alla cattura delle esche vive come l'aguglia (o come la ben nota leccia stella), dopodiché viene innescata all'amo e la lenza viene portata a 30-40 metri da riva.